# Urgleptes haitiensis
Urgleptes haitiensis là một loài bọ cánh cứng trong họ Cerambycidae.